# Brussels Airlines

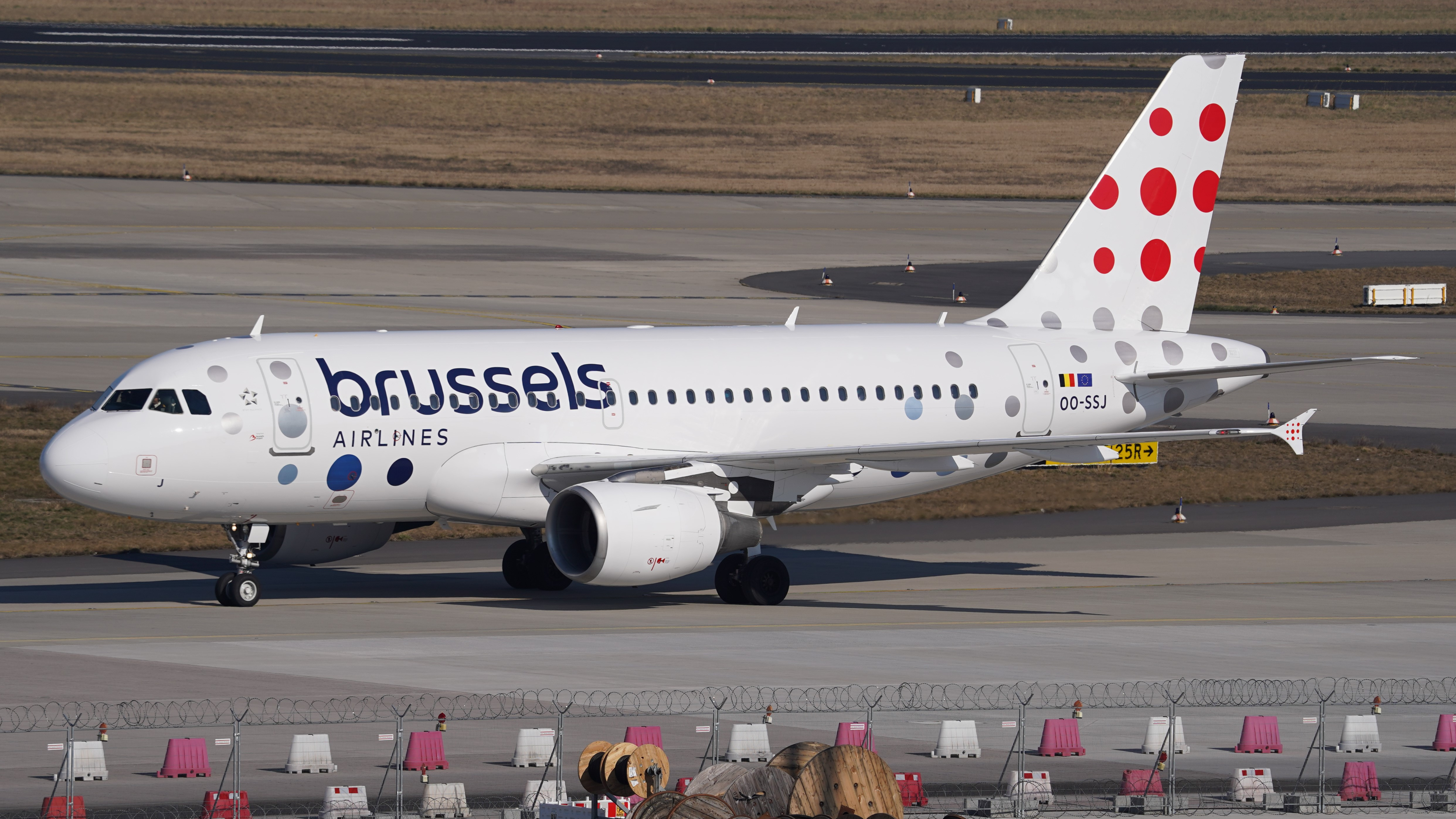
Airbus A319 w nowych barwach Brussels Airlines na lotnisku Berlin Brandenburg

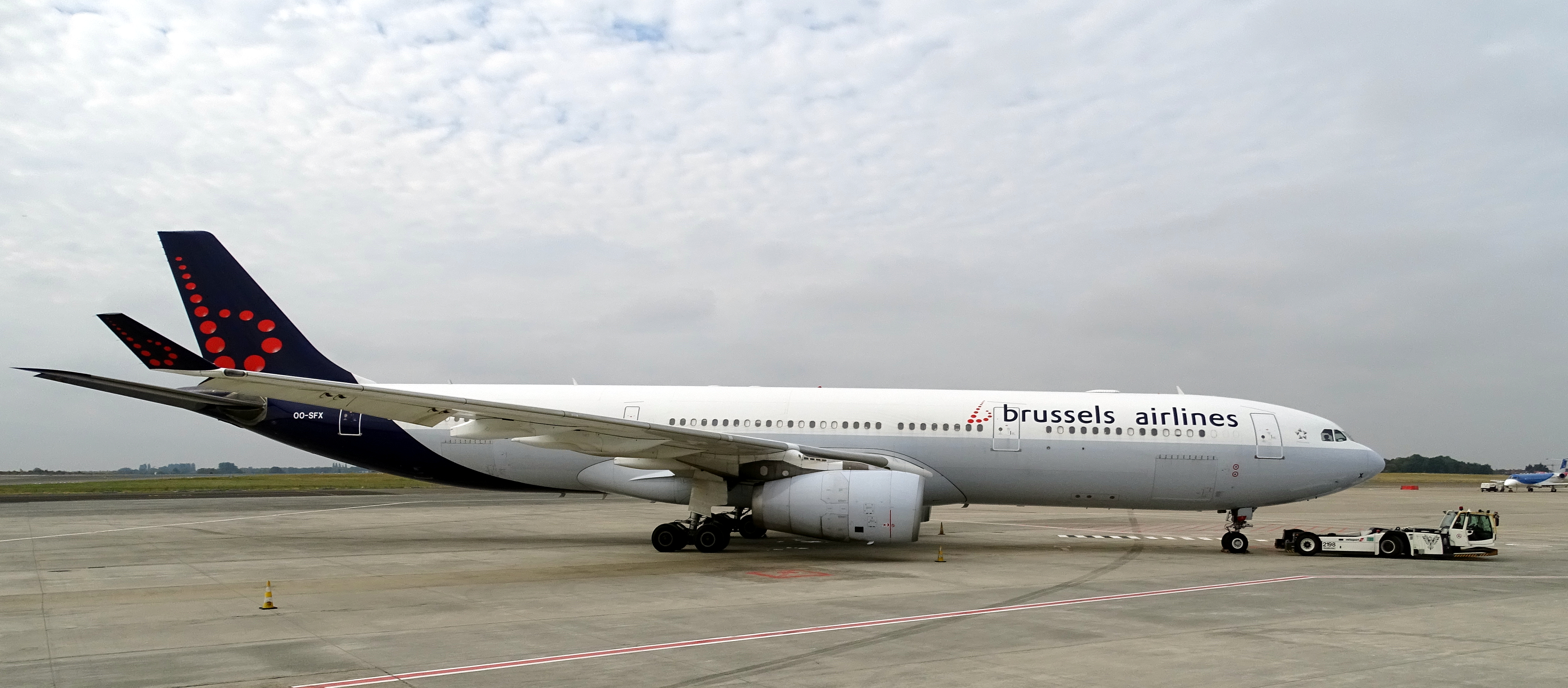
Airbus A330-300 w starym malowaniu Brussels Airlines na lotnisku Zaventem

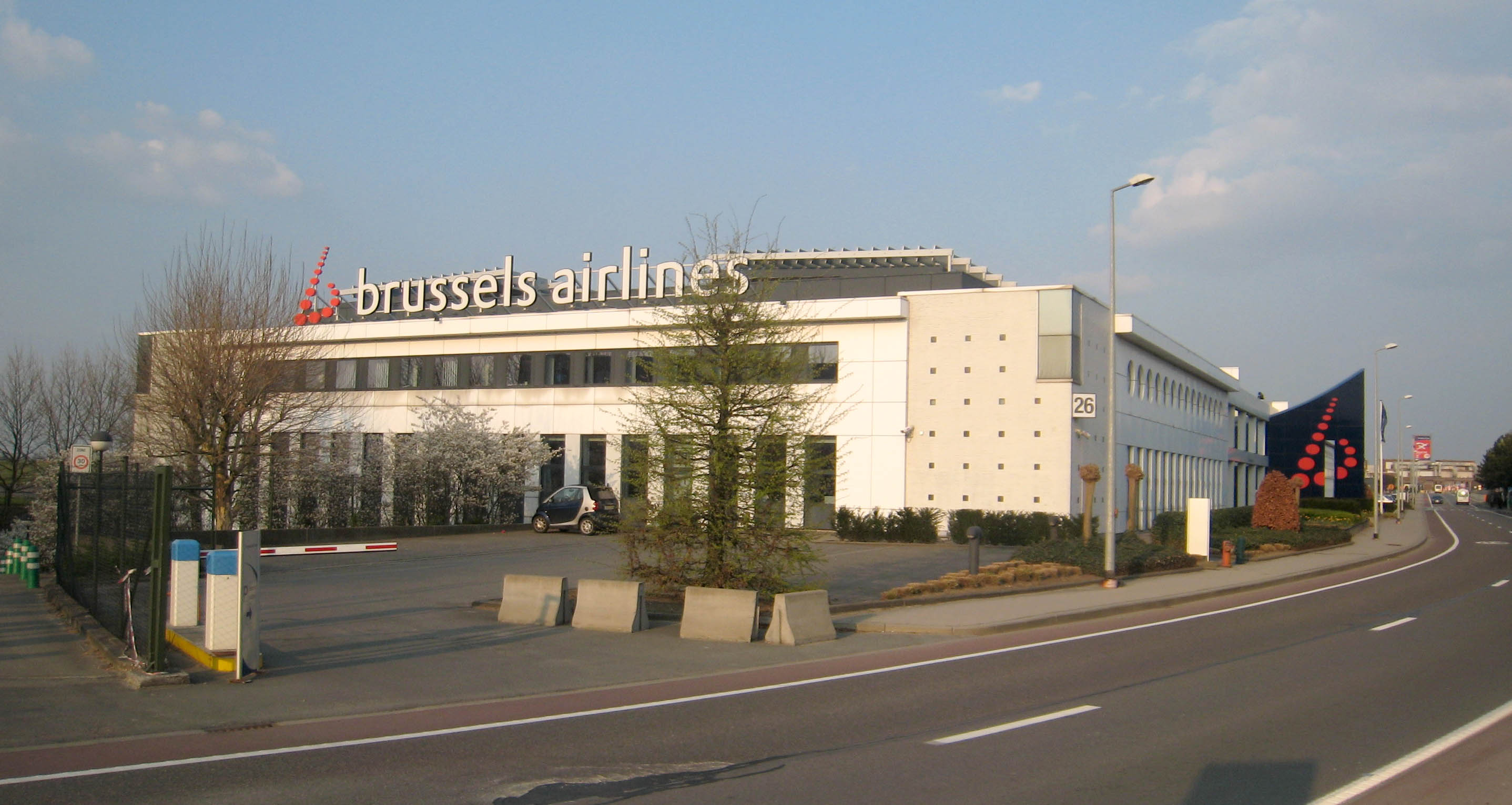
Siedziba główna firmy Brussels Airlines

Brussels Airlines – belgijskie linie lotnicze, z siedzibą w Brukseli.
Agencja ratingowa Skytrax przyznała liniom trzy gwiazdki.

## Historia
Przewoźnik powstał z części zlikwidowanej linii lotniczej Sabena 7 listopada 2006, zaś realizację połączeń rozpoczął 25 marca 2007.
15 września 2008 Lufthansa ogłosiła plan przejęcia 45% udziałów w Brussels Airlines, z opcją wykupienia pozostałych 55% do roku 2011. Na zawarcie tej transakcji uzyskano zgodę Europejskiej Komisji ds. Konkurencji. Linia przystąpiła w 2009 do sojuszu Star Alliance. Jest uczestnikiem programu Miles & More. Od 2017 właścicielem 100% udziałów linii jest Lufthansa. 
W 2017 posiadał 47 samolotów obsługujących 96 tras.

## Flota
Według stanu na maj 2025 flota Brussels Airlines składała się z 46 samolotów o średnim wieku 17,1 lat:
| Samolot         | Samolot | Samolot   | Liczba miejsc | Liczba miejsc | Liczba miejsc | Liczba miejsc | Uwagi                                     |
| Model           | Aktywne | Zamówione | B             | P             | E             | Łącznie       | Uwagi                                     |
| --------------- | ------- | --------- | ------------- | ------------- | ------------- | ------------- | ----------------------------------------- |
| Airbus A319-100 | 14      | -         | -             | -             | 141           | 141           | Elastyczna konfiguracja miejsc klas B i E |
| Airbus A320-200 | 16      | -         | -             | -             | 180           | 180           | Elastyczna konfiguracja miejsc klas B i E |
| Airbus A320neo  | 5       | 1         | -             | -             | 180           | 180           | Elastyczna konfiguracja miejsc klas B i E |
| Airbus A330-300 | 11      | 2         | 30            | 21            | 244           | 295           | Dostawa w ramach zamówienia Lufthansy     |
| Łącznie         | 46      | 3         |               |               |               |               |                                           |

## Połączenia
Według stanu na maj 2025 przewoźnik realizował ze swojego głównego portu lotniczego w Brukseli bezpośrednie połączenia do 90 portów lotniczych w 41 krajach Europy, Afryki, Bliskiego Wschodu i Ameryki Północnej.
W Polsce linia obsługuje loty z Krakowa i Warszawy do Brukseli-Zaventem.